# Полеспечать
ОАО «Полеспечать» (бел. ААТ «Палесдрук») — белорусское полиграфическое предприятие и издательство, расположенное в Гомеле.

## История

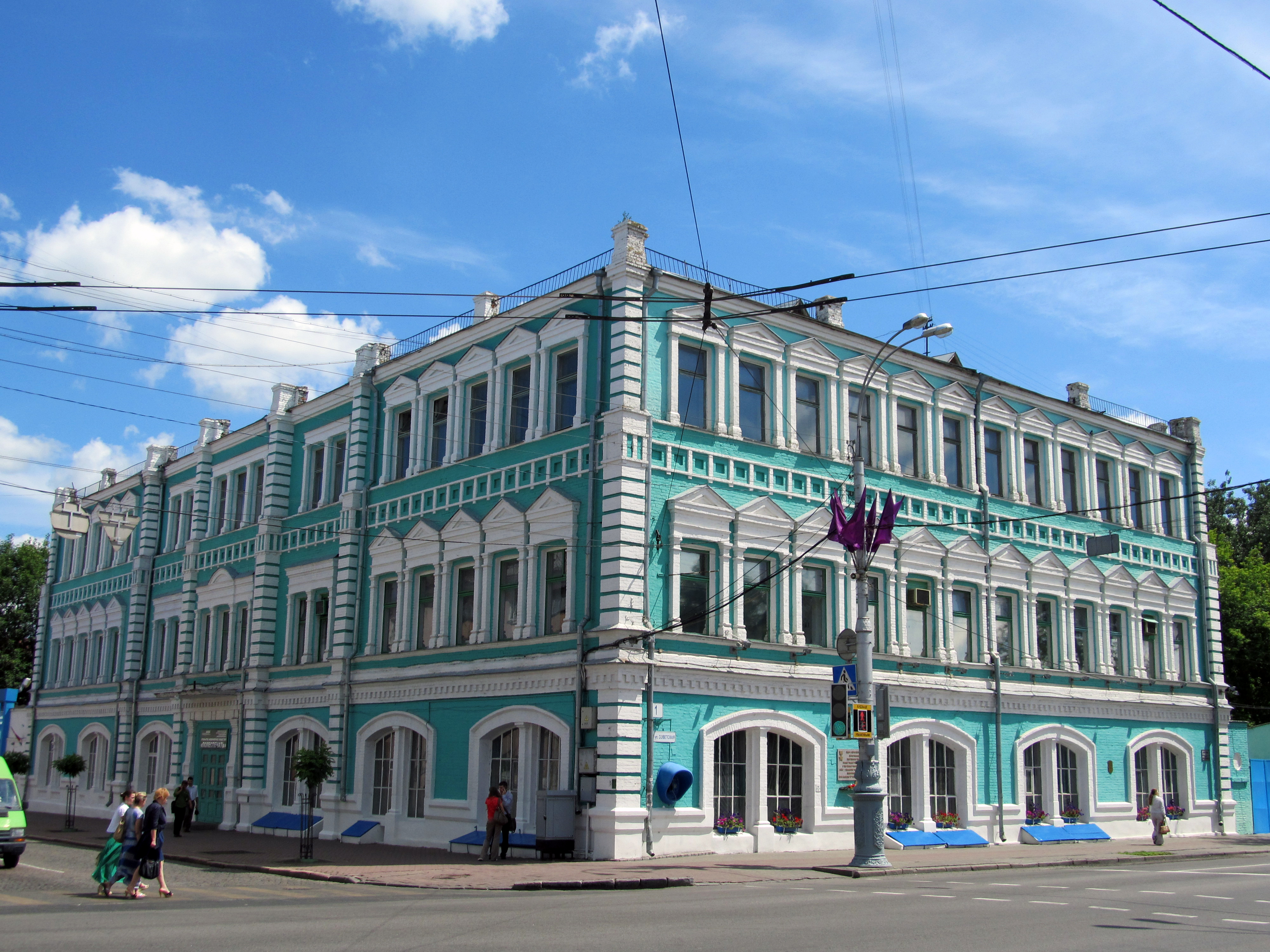
Здание бывшей городской думы, которое предприятие занимает с момента основания.

В 1921 году в Гомеле путём слияния трёх типографий была создана типолитография «Полесская печать». В 1932 году к типолитографии была присоединена картонажно-переплётная фабрика. В 1930-е годы фабрика награждалась орденом Трудового Красного Знамени. В 1941 году фабрика эвакуирована в Краснокамск, в 1944 году полностью возобновила деятельность в Гомеле. В 1953—1960 годах реконструирована, в 1977 году в качестве филиалов присоединены 4 районных типографии. В 1963 года — в подчинении Госкомитета Совета Министров БССР по печати (с 1972 года — Госкомитет делам издательств, полиграфии и книжной торговли). Помимо полиграфической продукции, фабрика освоила производство тетрадей (в том числе нотных), школьных дневников, альбомов для рисования, бухгалтерских бланков, записных книжек и блокнотов.

## Современное состояние
Предприятие издаёт книги, производит бумажные беловые товары — полиграфическую продукцию для школ и офисов, а также этикеточную продукцию, картонную тару и продукцию из ПВХ-плёнки. По итогам 2017 года чистая прибыль компании составила 343 тыс. рублей (ок. 170 тыс. долларов). В 2019/2020 учебном году предприятие было одним из девяти производителей дневников, утверждённых Министерством образования Республики Беларусь.
С 2012 года фабрика начала перемещение основного производства на площадку КИПУП «Сож», присоединённого к ОАО «Полеспечать» в том же году.